# San Marino CEPU Open 2009
Il San Marino CEPU Open 2009 è un torneo professionistico di tennis maschile giocato sulla terra rossa, che faceva parte dell'ATP Challenger Tour 2009. Si è giocato a San Marino nella Repubblica di San Marino dal 3 al 9 agosto 2009.

## Partecipanti

### Teste di serie
| Nazionalità | Giocatore            | Ranking* | Testa di serie |
| ----------- | -------------------- | -------- | -------------- |
| Italia      | Andreas Seppi        | 43       | 1              |
| Spagna      | Óscar Hernández      | 72       | 2              |
| Germania    | Björn Phau           | 78       | 3              |
| Romania     | Victor Crivoi        | 81       | 4              |
| Austria     | Daniel Köllerer      | 82       | 5              |
| Spagna      | Daniel Gimeno Traver | 86       | 6              |
| Belgio      | Olivier Rochus       | 87       | 7              |
| Spagna      | Alberto Martín       | 100      | 8              |

- Ranking al 27 luglio 2009.

### Altri partecipanti
Giocatori che hanno ricevuto una wild card:
- Daniele Bracciali
- Stefano Galvani
- Gastón Gaudio
- Andreas Seppi
- Thiemo de Bakker (Special Exempt)
- Oleksandr Dolgopolov Jr. (Special Exempt)

Giocatori passati dalle qualificazioni:
- Martín Alund
- Dušan Lojda
- Gianluca Naso
- Lukáš Rosol

## Campioni

### Singolare
Andreas Seppi ha battuto in finale  Potito Starace con il punteggio di 7–6(4), 2–6, 6–4.

### Doppio
Lucas Arnold Ker /  Sebastián Prieto hanno battuto in finale  Johan Brunström /  Jean-Julien Rojer con il punteggio di 7–6(4), 2–6, [10–7].